# Rhyacophila baibarana
Rhyacophila baibarana är en nattsländeart som beskrevs av Matsumura 1931. Rhyacophila baibarana ingår i släktet Rhyacophila och familjen rovnattsländor. Inga underarter finns listade i Catalogue of Life.